# Camenta bicolor
Camenta bicolor är en skalbaggsart som beskrevs av Achille Raffray 1877. Camenta bicolor ingår i släktet Camenta och familjen Melolonthidae. Inga underarter finns listade.